# BEWAG-Literaturpreis
Die Burgenländische Elektrizitätswirtschafts Aktiengesellschaft vergibt seit 1975 den BEWAG-Literaturpreis.

## Preisträger
1976
- Jutta Treiber für Nachtclub

1986
- Fred Hergovich[1]

1996
- 1. Preis El Awadalla[2]

1998
- Lyrik 1. Preis Maria Stahl[3], 2. Preis Christl Greller[4]

2000
- Lyrik Clemens Berger
- Sonderpreis Gerhard L. Neumarkt

2002
- Hans Raimund

2004
- Lyrik 2. Preis Clemens Berger

2005
- 3. Preis March Höld[5]

2007 23. BEWAG-Literaturpreis
- Lyrik 1. Preis Katharina Tiwald, 2. Preis Manuela Schmidt, 3. Preis Manfred Chobot[6]

2008 24. BEWAG-Literaturpreis
- Lyrik: 1. Preis Michael Hess, 2. Preis Susanne Toth, 3. Preis Kathrin Ivancsits
- Prosa: 1. Preis Wolfgang Millendorfer, 2. Preis Ines Eicher, 3. Preis Judith Kohlenberger[8]

2010 25. BEWAG-Literaturpreis
- Lyrik: 1. Preis ex aequo Burgi Graner, Gernot Schönfeldinger
- Prosa: 1. Preis Fini Zirkovich-Tury, 2. Preis Bernd Hagg
- Sonderpreis in memoriam Robert Heger:[9] Theodora Bauer[10]

2013 Energie Burgenland Literaturpreis
- Lyrik: 1. Preis Johann Miletits, 2. Preis Rosa Leitner, 3. Preis Guido Steiger[11]